# Halina Jaroszyńska

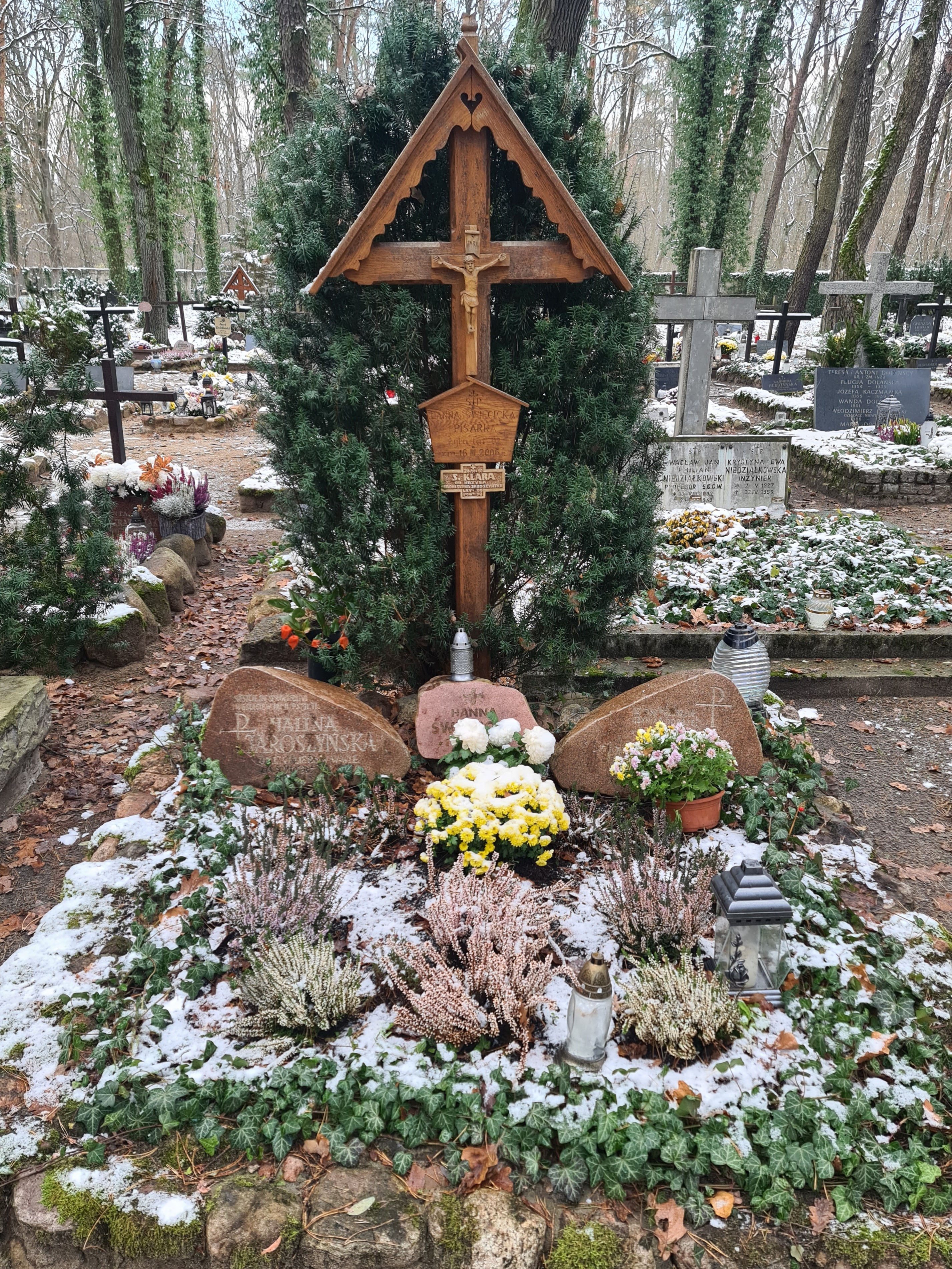
Grób Józefa Jaroszyńskiego, Haliny Jaroszyńskiej, Bronisławy Jaroszyńskiej (s. Klary od Krzyża) i Hanny Święcickiej na cmentarzu leśnym w Laskach

Halina z Hubertów Jaroszyńska (ur. 1886, zm. 5 sierpnia 1985) – polska pedagożka, kierowniczka 36 Szkoły Powszechnej w Warszawie, Sprawiedliwa wśród Narodów Świata.

## Życiorys
Halina Jaroszyńska urodziła się w rodzinie Hubertów i studiowała historię na Uniwersytecie Jagiellońskim. Z małżeństwa z Józefem Jaroszyńskim miała dwie córki; Bronisławę, znaną jako siostra Klara z Zakładu dla Niewidomych w Laskach, oraz pedagożkę Hannę Święcicką (1914–2006). 
W 1942 r. zdecydowała się razem z mężem na przygarnięcie Jakoba Lotenberga, jego żony Karoli i ich ośmioletniej córki Anity Lautenberg, którzy uciekli do Warszawy z radomskiego getta w powiecie kieleckim podczas jego likwidacji. Jaroszyńscy zgodzili się przechować Karolę w swoim mieszkaniu, a dla Jakoba znaleźli schronienie w wynajętej piwnicy na warszawskich Bielanach. Podczas nalotów lub wizyt przyjaciół Anita i jej matka były przenoszone przez Jaroszyńskich do piwnicy, dopóki nie można było bezpiecznie wrócić na powierzchnię. Anitę Jaroszyńscy umieścili w domu dla niewidomych prowadzonego przez Siostry Nazaretanki w Laskach, gdzie jako zakonnica pracowała córka Jaroszyńskich, siostra Klara. W czasie ukrywania Anity u zakonnic w Laskach Jaroszyńska z rodziną dostarczała dziecku ubrania, podręczniki i artykuły papiernicze. 
18 lutego 1981 r. Jad Waszem uznał Halinę i Józefa Jaroszyńskich, ich córkę s. Klarę i również pomagającą w ocaleniu Lautenbergów Marię Furmanik za Sprawiedliwych wśród Narodów Świata.
Zmarła w 1985 r. i została pochowana na cmentarzu przy ośrodku dla niewidomych w Laskach (kwatera D-I-22).